# Чиялек (Староаймановское сельское поселение)
 Чиялек  — деревня в Актанышском районе Татарстана. Входит в состав Староаймановского сельского поселения.

## География
Находится в восточной части Татарстана на расстоянии приблизительно 45 км по прямой на юго-запад от районного центра села Актаныш.

## История
Основана в 1920-х годах.

## Население
Постоянных жителей было: в 1949—286, в 1958—210, в 1970—271, в 1979—191, в 1989 — 69, в 2002 − 69 (татары 100 %), 42 в 2010.